# Tomás Urzainqui
Tomás Urzainqui Mina (Pamplona, 17 de noviembre de 1949) es un abogado y escritor español, ampliamente conocido por sus publicaciones sobre la historia de Navarra y su postura ante la necesidad de ampliar la autonomía de esta Comunidad Foral.

## Biografía
Desde su juventud, Tomás Urzainqui demostró un gran interés en los temas de historia referentes a la cultura navarra en varias disciplinas como derecho, etnografía y política.
Tomás Urzainqui estudió Derecho en la Universidad de Navarra.
Ejerció como abogado; uno de sus casos más famosos fue la asesoría que ofreció al Valle de Belagua entre 1974 y 1979 para defender la autonomía de esa región sobre el tratado del agua.
Durante su vida, también se ha dedicado al estudio de temas históricos de Navarra y a su posición política actual, lo que le ha llevado a participar y dirigir varias instituciones de esa índole como la Sociedad de Estudios Vascos, de la que fue vicepresidente desde 1987 hasta 1995. También presidió Nabarralde desde 2001 hasta 2006 y la Asociación Xavier Mina de Estudios Históricos de Navarra que sigue presidiendo desde 2011.
Desde hace un tiempo, Tomás Urzainqui ha estado más presente en la vida política de Navarra. En el año 2015, fue uno de los integrantes de la lista al Parlamento Foral del partido Libertad Navarra. Para las elecciones generales de ese mismo año se presentará con el mismo partido en la candidatura al Congreso de los Diputados por la circunscripción de Navarra. En la repetición electoral del año siguiente, Urzainqui se presentará por Ln como candidato al Senado, obteniendo alrededor de 2.000 votos (un 0,61 % del total de la circunscripción). En las elecciones de Navarra de 2019 volverá a integrar la lista electoral al Parlamento Foral por Ln siendo el cuarto de la misma.

## Investigador y escritor
Tomás Urzainqui es conocido por sus trabajos sobre varios aspectos sociopolíticos de Navarra, sobre los cuales tiene varios libros y artículos publicados.

### Libros
- Urzainqui, Tomás (1975). Aplicación de la encuesta etnológica en la Villa de Urzainqui. Gob. de Navarra. Fondo de Publicaciones. ISBN 978-84-235-0271-4.
- Urzainqui, Tomás (1997). Biografía del jurista navarro D. Francisco Salinas Quijada (en español y euskera). EI-SEV. ISBN 978-84-89516-32-8.
- Urzainqui, Tomás; de Olaizola, Juan María (1998). La Navarra marítima. Pamiela Argitaletxea. ISBN 978-84-7681-284-6.
- Urzainqui, Tomás (2000). La "voluntaria" conquista : 800 aniversario del sitio de Gasteiz. Arabera Kultur Taldea. ISBN 978-84-923899-6-4.
- Urzainqui, Tomás (2002). Navarra, sin fronteras impuestas. Pamiela Argitaletxea. ISBN 978-84-7681-368-3.
- Urzainqui, Tomás (2002). Recuperación del estado propio. Nabarralde. ISBN 978-84-607-5449-7.
- Urzainqui, Tomás (2004). Navarra, Estado europeo. Pamiela Argitaletxea. ISBN 9788476813973.
- Urzainqui, Tomás (2005). Soberanía o subordinación. Pamiela Argitaletxea. ISBN 978-84-7681-446-8.
- Urzainqui, Tomás (2010). Navarra estado europeo. Pamiela Argitaletxea. ISBN 978-84-7681-397-3.
- Urzainqui, Tomás (2012). Continúa la irracional conquista. Pamiela Argitaletxea. ISBN 978-84-7681-741-4.
- Urzainqui, Tomás (2013). La desconquista e independencia de Navarra. Pamiela Argitaletxea. ISBN 978-84-7681-774-2.

### Artículos
- Los comunales en la Cuenca de Pamplona (CAM de Pamplona, 1977)
- Los Comunales en Navarra (Navarra Abundancia, Hordago, 1978)
- Los Comunales en el Urbanismo (EI-SEV, 1986)
- La edición crítica del Fuero Moderno del Reino de Navarra (Baja Navarra 1511-1645) (Revista Jurídica de Navarra, 1986)
- Le for de Verán d´Henri II d´Albret (1511) (Revista Jurídica de Navarra, 1987)
- Un Diccionario Jurídico Navarro del siglo XV. Estudio del origen del Fuero General (Juan José Otamendi R. Bethencourt) (Revista Jurídica de Navarra, 1987)
- Estudio lingüístico de la documentación medieval en lengua occitana de Navarra (Ricardo Ciérbide Martinena) (Revista Jurídica de Navarra, 1988)
- Repercusión de la Conquista de Navarra en el campo del Derecho y Sistema Jurídico propio (EI-SEV, 1989)
- Sistema Jurídico y Tribunales en Navarra (EI-SEV, 1989)
- Los Libros de Abolengo (Revista Jurídica de Navarra, 1991)
- El Derecho Vasco en la Encrucijada Europea (XI Congreso de Estudios Vascos, EI-SEV, 1991)
- Navarra y el concepto jurídico de un estado de derecho (Pregón, 1996)
- La estética en el Derecho de Navarra (Actas Museo etnográfico de Arteta,  1997)
- Navarra. El estado vasco (Herria 2000 Eliza 1999); De la inanidad de las autonomías a la soberanía del estado propio (Herria 2000 Eliza 2000)
- Formación territorial, 700 años fundación de Bilbao (Ipes, Bilbao, 2000)
- Navarra, el regreso de un Estado europeo (XV Congreso de Estudios Vascos,  EI-SEV, Donostia, 2001)
- La cultura política estatal d´Euskal Herria (L´Avenç, 2001)
- Territorialidad y territorios en Euskal Herria (Bilbo, 2003)
- Alternativa soberanista (Herria 2000 eliza, 2003)
- Aproximación al pensamiento político en el reinado de Enrique II de Navarra (1503-1555) (Zangotza-Sangüesa, 2003)
- La Vasconia musulmana del libro Vasconia en el siglo XI (Pamiela 2004)
- El vecino sujeto de todos los derechos, incluidos los de la propiedad pública y privada (RIEV 2004)
- Acercamiento a la minoración jurídica y a sus efectos sobre la propiedad jurídica y privada (RIEV 2005)
- Las Ordenanzas del Valle de Baztán (Revista Jurídica de Navarra, 2007)
- Éxito de las comunidades de propietarios, en el conflicto por la libre contratación del mantenimiento de ascensores (Revista Jurídica de Navarra, 2007)
- España es uniforme y cabreada (Zazpika, 2009)
- Euskal Herria es una realidad estatal que se llama Navarra (Zazpika, 2010)
- Entre la iglesia nacional y las fragmentaciones eclesiásticas tras las conquistas (Herria, 2000; Eliza, 2012)
- La independencia de Navarra en los tratados internacionales (Congreso Atarrabia-Villava 2012)
- Deskonkista prozesua hastea beharrezkoa da (Revista On, 2012)